# Sterlitamak
Sterlitamak (ros. Стерлитамак, Stierlitamak, baszk. Стәрлетамаҡ / Stärletamaq) – miasto w Rosji. Jest położone w zachodniej części kraju, w Baszkortostanie. W 2020 liczyło 276 394 mieszkańców. W mieście znajduje się wyższa szkoła pedagogiczna oraz muzeum historyczno-krajoznawcze. W Sterlitamak funkcjonuje port rzeczny.

## Przemysł
W mieście działa zakład sodowy, należący do kompanii BSK – największy w Rosji producent węglanu sodu. Ponadto w mieście rozwinął się przemysł chemiczny, maszynowy, spożywczy, skórzany oraz drzewny.